# NGC 6051
NGC 6051 é uma galáxia elíptica (E) localizada na direcção da constelação de Serpens. Possui uma declinação de +23° 55' 56" e uma ascensão recta de 16 horas, 04 minutos e 56,6 segundos.
A galáxia NGC 6051 foi descoberta em 20 de Junho de 1881 por Édouard Jean-Marie Stephan.